# Szmury
Szmury (lit. Šmurai) – wieś na Litwie, na Suwalszczyźnie, w rejonie preńskim w okręgu kowieńskim. Przy wsi przebiega trasa europejska E67.
Za Królestwa Polskiego przynależała administracyjnie do gminy Gudele w powiecie mariampolskim.